# Мір Такі Мір
Мір Такі Мір (*1723 —25 вересня 1810) — один з провідних індійських поетів, що писали на урду, часів занепаду династії Великих Моголів.

## Життєпис
Походив з арабської релігійної родини Такі. Народився у 1723 році в Аґрі, отримавши ім'я Мухаммад. У 1732 році втратив батька, а вже у 1734 році перебрався до Делі, де завершив свою освіту, став складати вірші, долучившись до так званної делійської школи. Незабаром увійшов до почту падишаха Мухаммад Шаха, ставши одним з придворних поетів. Тут він пережив захоплення та пограбування міста військами Надир-шаха. Втім після смерті Мухаммад Шаха поет залишає місто й перебирається до двору Асафа-уд-Даули, впливового набоба Ауда в Лакхнау. Перебуваючи тут він був свідток остаточної загибелі імперії Моголів, захоплення півночі почергово афганцями, маратхами та англійцями. Помер 25 вересня 1810 року як придворний поет аудського набоба.

## Творчість
Як літературний псевдоним обрав собі ім'я Мір, то відомий саме як Мір Такі Мір. Він створив 6 диванів на урду, кілька касид, марсій і понад 20 маснаві. Поєднав у своїй творчості перську і індійську традиції. Визнаний поет лакнауського двору, Мір завжди підкреслював, що пише для народу, прагнувши наблизити мову придворної високої поезії до народної. Лірико-філософські газелі Мір Такі (його називалем шахом газелі) створені в дусі суфізму, але в них присутні й прикмети часу.
Також є автором «Зікр-е-Мір» (автобіографії), яка охоплює період з дитинства до початку його перебування в Лакхнау.